# 170162 Nicolashayek
170162 Nicolashayek è un asteroide della fascia principale. Scoperto nel 2003, presenta un'orbita caratterizzata da un semiasse maggiore pari a 3,1284710 UA e da un'eccentricità di 0,0982233, inclinata di 1,67489° rispetto all'eclittica.